# Districtul Mont Buxton
Mont Buxton este un district  în Seychelles, situat pe insula Mahé.